# White Men Can’t Jump
White Men Can’t Jump — баскетбольная видеоигра 1995 года, разработанная компанией High Voltage Software для игровой системы Atari Jaguar и изданная Atari. Игра основана на фильме 1992 года «Белые люди не умеют прыгать» студии 20th Century Fox. В игре представлена версия баскетбола под названием стритбол. В неё можно играть против управляемых компьютером соперников или совместно в группе до четырёх игроков с использованием устройства Team Tap.
В 1993 году компания Trimark Pictures расширила свою деятельность на рынок видеоигр, основав дочернюю компанию Trimark Interactive. Получив права на White Men Can’t Jump от 20th Century Fox, Trimark поручила HVS создать адаптацию кинофильма в виде видеоигры. Будучи одним из первых игровых проектов как для Trimark, так и для HVS, игра разрабатывалась с привлечением акробатической команды Jesse White Tumbling Team. Игра получила смешанные отзывы от критиков; многие высоко оценили её многопользовательский аспект с периферийным устройством Team Tap, но другие выразили смешанные мнения относительно визуальных эффектов, звука и игрового процесса. Ретроспективные обзоры были столь же смешанными, причём некоторые называли её одной из худших видеоигр всех времён.

## Игровой процесс

Игровой процесс White Men Can’t Jump. Матч между командами 3pt. Kings и Surf Crew

White Men Can’t Jump — баскетбольный симулятор в жанре стритбола, аналогичный NBA Jam и Jammit. Игра представляет собой матчи два на два на половине баскетбольной площадки с упрощёнными правилами стритбола.
Игроки могут соревноваться между собой или с компьютером в двух режимах: «Versus» и «Tournament». «Versus» — стандартный одиночный матч от одного до четырёх игроков. В режиме «Tournament» основная цель — попасть на турнир Slam City. Игрок берёт в долг $500 у ростовщиков и должен заработать $5000 на вступительный взнос, делая ставки на серию из 30 матчей. Победа в матче повышает репутацию игрока и увеличивает суммы ставок на последующие игры. При наборе необходимой суммы игрок автоматически попадает на турнир в «Форуме», но если он не сможет вернуть долг, игра заканчивается.
В игре доступны различные действия: передача мяча, финт, прыжок, бросок, толчки и сбивание противников с ног. Игроки могут тратить энергию на увеличение скорости. Чем больше энергии у игрока, тем выше вероятность выполнения специального слэм-данка издалека. Во время игры камера может удаляться и приближаться в зависимости от действия. В одиночном режиме игрок может переключаться между двумя членами команды, а ИИ автоматически управляет вторым игроком. В игре представлено 15 команд по два игрока, каждая со своими уникальными характеристиками и слэм-данками, а также четыре различные площадки. Матчи заканчиваются либо по истечении времени, либо при достижении определённого счёта.

## Разработка и выпуск
Видеоигра White Men Can’t Jump для игровой системы Atari Jaguar создана по мотивам фильма «Белые люди не умеют прыгать» студии 20th Century Fox. Это дебютный проект студии High Voltage Software (HVS) из штата Иллинойс, основанной Керри Ганофски в 1993 году. В том же году, после заключения лицензионного соглашения между 20th Century Fox и Trimark Interactive — дочерней компанией Trimark Pictures, созданной для выхода на рынки видео- и компьютерных игр, — были анонсированы планы по созданию видеоигры, основанной на фильме «Белые люди не умеют прыгать». Trimark Interactive получила права на разработку игры для всех платформ и поручила её создание студии HVS. Этот проект стал одной из первых игр, запущенных в производство Trimark Interactive.
Продюсерами игры выступили Аллен Эдвардс и Кевин Хант, а программированием полностью занимался Адисак Почанайон. Иллюстрацию для обложки создал Дэмион Дэвис. Это был его первый проект в игровой индустрии перед тем, как стать ведущим художником HVS. Согласно информации от программиста Скотта Корли, HVS привлекла команду Jesse White Tumbling Team для выполнения движений игровых персонажей, и записи их движений были оцифрованы с помощью программы Deluxe Paint.
White Men Can’t Jump для Atari Jaguar дебютировала на летней выставке Consumer Electronics Show в 1994 году с анонсом даты выхода на первый квартал 1995 года. Игра также демонстрировалась на других выставках в 1995 году, таких как зимняя CES, весенняя ECTS и Electronic Entertainment Expo 1995. Кроме того, она показывалась в офисах Atari во время мероприятия «Fun 'n' Games Day», организованного для показа журналистам предстоящих игр для Jaguar. Atari выпустила игру в Северной Америке и Европе в августе 1995 года. Она стала первой баскетбольной игрой для Jaguar и поставлялась в комплекте с устройством Team Tap, позволяющим участвовать в игре четырём игрокам.

## Оценки
| Иноязычные издания        | Иноязычные издания |
| Издание                   | Оценка             |
| ------------------------- | ------------------ |
| EGM                       | 5/10               |
| GamesMaster               | 46 %               |
| Next Generation           | 3 из 5             |
| Video Games (DE)          | 56 %               |
| Atari Gaming Headquarters | 8/10               |
| M! Games                  | 32 %               |
| MegaFun                   | 71 %               |
| ST-Computer               | 63 %               |
| ST Magazine               | 73 %               |
| Ultimate Future Games     | 35 %               |
| EP Daily                  | 3 из 10            |
| GamePlayers               | 73 %               |
| Player One                | 40 %               |
| ST Format                 | 22 %               |

White Men Can’t Jump для Atari Jaguar получила смешанные отзывы от критиков. Многопользовательский режим с использованием устройства Team Tap получил высокие оценки. Патрик Баггатта из Game Players назвал его лучшим способом игры. Тимур Озельсель из Mega Fun раскритиковал ИИ в одиночном режиме, отметив, что игра становится увлекательной только при участии нескольких игроков. Next Generation также подчеркнул, что для полноценного удовольствия от игры необходимо несколько игроков.
Рецензенты разошлись во мнениях относительно игрового процесса и управления. Баггатта одобрил симуляцию стритбола в игре, а обозреватель Next Generation высоко оценил игровой баланс. Джон Робинсон из GamePro отметил, что игра зачастую реагирует на действия игрока с запозданием, а мяч после броска нередко не попадает в корзину, даже когда игрок находится близко к ней. Мартин Гакш из MAN!AC написал, что «White Men Can’t Jump далека от изощрённого управления NBA Jam». Марк Абрамсон из ST Magazine заявил, что к управлению нужно привыкнуть, в то время как Ян Барыш из Video Games посчитал, что фактор удовольствия от игры подрывается плохим управлением и разочаровывающим искусственным интеллектом.
Графика и камера подверглись критике. Два критика спортивных игр из EGM раскритиковали запутанную камеру и слабую анимацию. Озельсель поначалу счёл игру сбивающей с толку из-за перспективы. Денис Адлофф из Player One негативно отметил пикселизацию персонажей, которая проявляется, когда они близко к экрану. Редактор немецкого издания ST-Computer назвал игру визуально непривлекательной из-за тусклых цветов. Стюарт Кэмпбелл из ST Format раскритиковал неровную частоту кадров, а Виктор Лукас из The Electric Playground раскритиковал запутанную работу камеры. Журналисты также разошлись во мнениях относительно звука. Марк Сантора из Atari Gaming Headquarters писал, что музыка оставляет желать лучшего, в то время как Абрамсон высоко оценил саундтрек. Баггатта посчитал, что голоса быстро начинают раздражать, в то время как Next Generation высоко оценил звуковые комментарии в уличном стиле.

### Ретроспективный обзор
Ретроспективные обзоры White Men Can’t Jump были столь же неоднозначными. Роберт Юнг, писавший для журнала MyAtari, отметил режимы игры, команды и броские данки, но раскритиковал качество художественного оформления и графических технологий. Автор Энди Слейвен оценил быстрый аркадный геймплей, но посчитал визуальную составляющую блёклой. Дэн Лузен из The Atari Times подверг резкой критике сюжет игры за отсутствие связи с фильмом, так как ни один из персонажей фильма не появляется и не упоминается в игре, а также турнирный режим за его резкое окончание. Он сказал: «Не обманывайтесь графикой, звуком, управлением или первоначальными мыслями об игре. Избегайте этой игры, как чумы». Seanbaby поместил игру на 8-е место в своём списке «20 худших игр всех времён», а The Evening Tribune назвала её одной из «худших игр в истории».